# Vita Sancti Wilfrithi
La Vita Sancti Wilfrithi ("Vita di San Vilfrido") è un testo agiografico dell'VIII secolo in cui è narrata la vita del vescovo Vilfrido di York. Sebbene si tratti di un'agiografia, in essa poco spazio è riservato alla trattazione dei miracoli del santo, mentre vengono approfondite maggiormente le tematiche politiche riguardanti la chiesa di Northumbria e la storia dei monasteri di Ripon e di Hexham. La Vita Sancti Wilfrithi fa parte di una collezione di fonti storiche scritte fra la fine del VII secolo e l'inizio dell'VIII, insieme all'anonima Vita Sancti Cuthberti, i lavori di Beda il Venerabile e la Vita Sancti Columbae di Adamnano. In questa e nelle altre opere è trattata dettagliatamente la cristianizzazione della Gran Bretagna e viene documentato il periodo storico antecedente al regno di Alfredo il Grande.

## Attribuzione e datazione
Nella prefazione della Vita Wilfrithi, l'autore rivela di essere un prete e di chiamarsi Stephen. Gli scrittori moderni talvolta lo chiamano "Eddius Stephanus", secondo un'attribuzione risalente al XVII secolo; ad oggi, numerosi storici smentiscono tale attribuzione ritenendola impropria.
L'erronea attribuzione è dovuta al fatto che nella Vita Wilfrithi è narrato che talvolta fra il 666 ed il 669, Vilfrido condusse due maestri di canto da Kent a Ripon, Ædde ed Æona.
Ædde è menzionato anche da Beda, il quale afferma che "Ædde, noto anche come Stephen", era stato condotto in Northumbria da Vilfrido ed era stato il primo cantore presso le genti di quel paese. Tale indizio non è tuttavia ritenuto una vera prova da molti storici moderni, mentre molti altri fattori, come ad esempio l'età, rendono tale identificazione molto improbabile.
La Vita Wilfrithi è datata attorno al 709, l'anno della morte di Vilfrido, ed il 720 circa. Quest'ultima data, è un'approssimazione della data della Vita Sancti Cuthberti, un testo in cui sono presenti dei riferimenti alla Vita Wilfrithi. Altre fonti ne indicano come anno di scrittura il 716.

## Trama
La Vita Wilfrithi narra la vita e la carriera ecclesiastica di Vilfrido, dalla sua giovinezza fino alla morte, con delle brevi digressioni riguardo ai due monasteri principali del santo, Ripon ed Hexham. Nel testo si riferisce nel dettaglio la scelta adolescenziale di Vilfrido d'essere un uomo di chiesa, le sue liti con Teodoro, arcivescovo di Canterbury, oltre a numerose figure secolari, i suoi viaggi fra l'Inghilterra e Roma, la sua partecipazione ai sinodi e la sua morte.
Il testo dedica oltre un terzo del proprio contenuto ai "successi di Northumbria" ad opera di Vilfrido, mentre molto meno spazio è dato dall'autore al periodo di tempo in cui il santo ha ricoperto il ruolo di vescovo di York (686-691) ed alle sue attività nella Mercia. Come in molte altre agiografie scritte mentre il protagonista è sul punto di morire, anche nella Vita Wilfrithi sono presenti pochi miracoli, ma come per Beda ed Eusebio di Cesarea, vi sono incorporati interi documenti che ne testimoniano la storia.